# Пасічне (Лубенський район)
Пасічне (до 2025 року — Червоне) — село в Україні, у Пирятинській міській громаді Лубенського району Полтавській області. Населення становить 15 осіб. До 2020 року орган місцевого самоврядування — Сасинівська сільська рада.

## Географія
Село Червоне знаходиться на лівому березі річки Перевід, вище за течією на відстані 5 км розташоване село Вечірки, нижче за течією на відстані 3 км розташоване село Сасинівка, на протилежному березі — село Крячківка. Навколо села багато іригаційних каналів та заболочених озер.

## Історія
Засноване на початку XX ст. як Червоне.
12 червня 2020 року, відповідно до розпорядження Кабінету Міністрів України № 721-р «Про визначення адміністративних центрів та затвердження територій територіальних громад Полтавської області», село увійшло до складу Пирятинської міської громади.
19 липня 2020 року в результаті адміністративно-територіальної реформи та ліквідації Питятинського району село увійшло до складу новоутвореного Лубенського району.
У 2025 році перейменоване на Пасічне.

## Населення
Згідно з переписом УРСР 1989 року чисельність наявного населення села становила 28 осіб, з яких 11 чоловіків та 17 жінок.
За переписом населення України 2001 року в селі мешкало 15 осіб.

### Мова
Розподіл населення за рідною мовою за даними перепису 2001 року:
| Мова       | Відсоток |
| ---------- | -------- |
| українська | 93,33 %  |
| російська  | 6,67 %   |